# آلکساسور
آلکساسور (نام علمی: Alxasaurus) نام یک سرده از کلاد دست‌قاپان است.
آلکساسور جزو دروخزندگان است؛ دست‌قاپانی گردن‌دراز با دندان‌های برگ‌شکل، چنگال‌های بزرگ دست، و پنجه‌های پهن و چهارانگشتی پا. دست‌های آلکساسور چنگال‌هایی دراز و باریک و شست‌هایی بسیار خمیده داشتند. این دست‌ها احتمالاً برای غذا خوردن و شاید دفاع از خود به‌کار می‌رفتند.
شواهد روشنی درباره‌ی شیوه‌ی زندگی دروخزندگان وجود ندارند، اما آن‌ها احتمالاً از چنگال‌های دستشان برای گرفتنِ شاخه‌ها و ساقه‌های برگ‌دار و نزدیک کردنشان به دهان استفاده می‌کرده‌اند. شاید این چنگال‌ها برای دفاع از خود هم به‌کار می‌رفته‌اند. تاکنون جمجمه‌ی کامل آلکساسور را نیافته‌ایم، اما می‌دانیم آرواره‌ی پایینش نوکی پایین‌خم داشته‌است. دیگر دروخزندگان هم آرواره‌هایی نوک‌دار داشتند و شاید پشت دهانشان گونه هم داشته‌اند.